# Mała Szkariwka
Mała Szkariwka (ukr. Мала Шкарівка) – wieś na Ukrainie, w obwodzie chmielnickim, w rejonie szepetowskim, w hromadzie Hryców. W 2001 roku liczyła 381 mieszkańców.